# Crandallite
La crandallite est une espèce minérale formée de phosphate basique de calcium et d'aluminium. Elle a comme formule idéale CaAl3(PO4)2(OH)5·H2O. 
La crandallite a été nommée d'après Milan L. Crandall, Jr, qui travaillait pour Knight Syndicate.
On trouve ce minéral dans les latérites et parmi les produits d'altération de pegmatites riches en phosphate.